# Бібліотека сімейного читання імені Олеся Гончара
Бібліотека сімейного читання імені Олеся Гончара Солом'янського району м. Києва.

## Адреса
03061 м. Київ, вулиця Миколи Шепелєва, 13.

## Характеристика
Площа приміщення бібліотеки — 520 м², книжковий фонд — 21,2 тис. примірників, в тому числі дитячий — 5,0 тис. примірників. Щорічно обслуговує 5,7 тис. користувачів. Кількість відвідувань — 37,0 тис., документовидач — 103,0 тис. примірників.

## Історія бібліотеки
Наймолодша бібліотека району. Створена в роки незалежності України, вона і за структурою, і за змістом роботи будувалась новою. Відкрилась бібліотека сімейного читання № 155 у листопаді 1995 року як філія Жовтневої ЦБС м. Києва.
Згідно з Постановою Кабінету Міністрів України № 173 від 18 лютого 1997 року «Про увічнення пам'яті Олеся Гончара» бібліотеці присвоєно його ім'я.
Створена кімната-музей «Світлиця Олеся Гончара». Удова письменника Валентина Гончар передала музею його особисті речі й документи з сімейного архіву. У цій кімнаті проводяться екскурсії, літературні подорожі й години. Уроки Олеся Гончара і Гончарівські читання стали уже традиційними. Інтерес до них не згасає.
Вітальня «Калина» — затишна етно-кімната, оформлена в українському традиційному національному стилі з елементами української етнографії. В ній проводяться невеликі камерні заходи, народознавчі уроки й години. Вона — гарне місце для спілкування.